# Tschischmy
Tschischmy (russisch Чишмы́, baschkirisch Шишмә/Şişmә) ist eine Siedlung städtischen Typs in der Republik Baschkortostan (Russland) mit 21.196 Einwohnern (Stand 14. Oktober 2010).

## Geographie
Die Siedlung liegt im südwestlichen Vorland des Ural, etwa 40 Kilometer (Luftlinie) südwestlich der Republikhauptstadt Ufa und einige Kilometer vom linken Ufer der Djoma, eines linken Nebenflusses der Belaja, entfernt.
Tschischmy ist Verwaltungszentrum des gleichnamigen Rajons Tschischmy.

## Geschichte
Der Ort wurde in der Mitte des 17. Jahrhunderts von Umsiedlern aus den zentralrussischen Gebiet um Rjasan gegründet. Der Ortsname tatarischer Herkunft steht für Brunnen.
Einen Aufschwung nahm der Ort mit dem Bau der damaligen Samara-Slatouster Eisenbahn durch das Gebiet, die Samara an der Wolga über Ufa und Slatoust mit Tscheljabinsk im Südural verband und auf ihrer gesamten Länge 1892 eröffnet wurde. Wenige Jahre später wurde die Strecke Teil der Transsibirischen Eisenbahn (ursprüngliche Haupt-, heutige Südroute), und Tschischmy zudem östlicher Endpunkt der 1916 fertiggestellten privaten Wolga-Bugulma-Eisenbahn ab Simbirsk.
1930 wurde der Ort Rajonverwaltungszentrum, 1946 erhielt er den Status einer Siedlung städtischen Typs.

### Bevölkerungsentwicklung
| Jahr | Einwohner |
| ---- | --------- |
| 1939 | 2.704     |
| 1959 | 7.367     |
| 1970 | 11.870    |
| 1979 | 14.283    |
| 1989 | 18.982    |
| 2002 | 21.008    |
| 2010 | 21.196    |

Anmerkung: Volkszählungsdaten

## Kultur und Sehenswürdigkeiten
In der Umgebung von Tschischmy gibt es mehrere Denkmäler der frühen islamischen Geschichte Baschkortostans, wie das Mausoleum des Hussein Bek vom Ende des 14. Jahrhunderts (erheblich umgebaut 1911) und den sogenannten Turachan-Palast, ebenfalls aus dem 14. Jahrhundert.

## Wirtschaft und Infrastruktur
In Tschischmy als Zentrum eines Landwirtschaftsgebietes gibt es Betriebe der Lebensmittelindustrie (Molkerei, Zuckerfabrik, Getreidesilo) und der Bauwirtschaft (Werk Stroidetal für Betonfertigteile als größter Industriebetrieb des Rajons).
Der Ort ist bedeutender Eisenbahnknotenpunkt mit den Stationen Tschischmy I und Tschischmy II. Hier trifft der Südzweig der Transsibirischen Eisenbahn, die Strecke Samara–Ufa–Tscheljabinsk–Omsk (zweigleisig, elektrifiziert seit 1956; Streckenkilometer 1574 ab Moskau) auf die Strecke von Insa über Uljanowsk (eingleisig, Ostabschnitt elektrifiziert seit 1971; Streckenkilometer 1472 ab Moskau).
Einige Kilometer nördlich der Siedlung führt die Fernstraße M5 von Moskau über Samara und Ufa nach Tscheljabinsk vorbei, von der hier eine Verbindung Djoma-aufwärts nach Dawlekanowo und Rajewski abzweigt.